# Huo Guang
Huo Guang, Marchese di Bolu; nome di cortesia: Zimeng 子孟; nome postumo: Xuancheng 宣成 (caratteri cinesi: 霍光; pinyin: Huò Guāng; Wenzhou, ... – 68 a.C.), è stato un politico cinese, fratellastro del famoso generale Han Huo Qubing.
Huo Guang costituisce un raro esempio nella storia della Cina di un primo ministro che ha deposto l'imperatore per il bene dello stato piuttosto che per usurparne il trono.

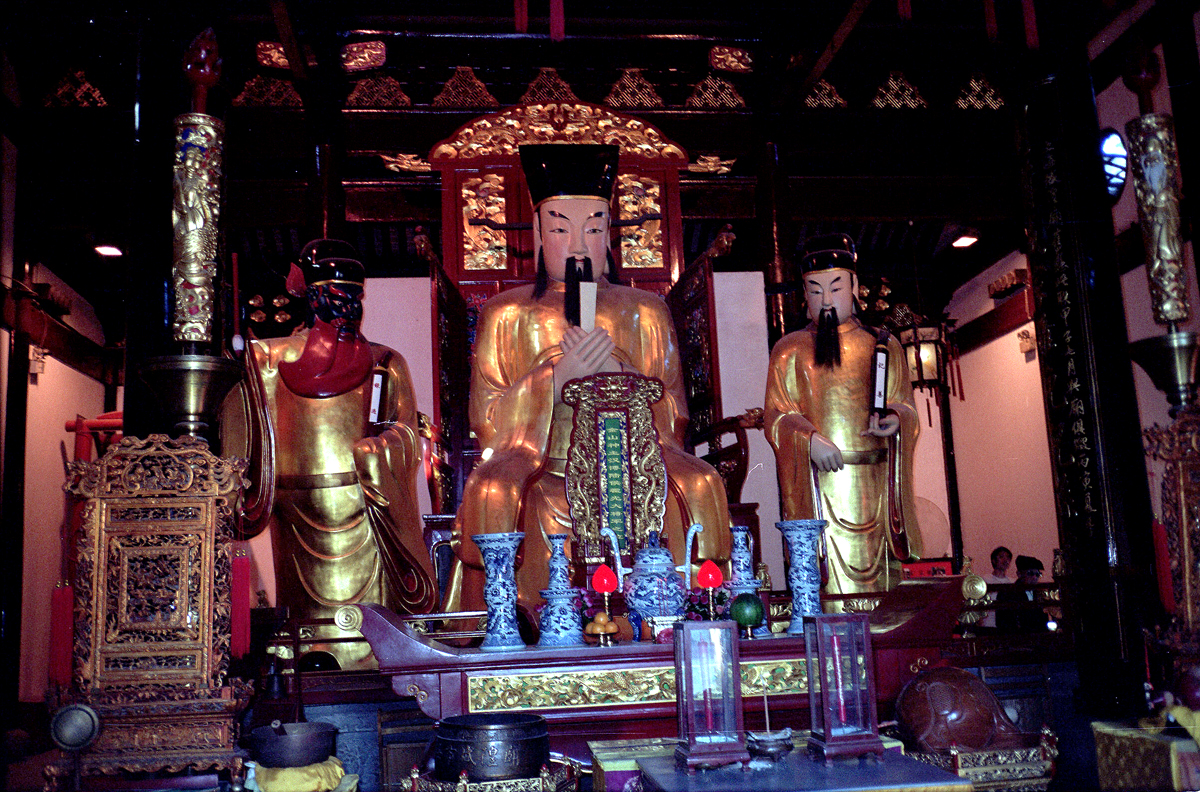
Huo Guang al centro di un altare del Tempio del Dio Cittadino di Shanghai

## Servizio sotto l'Imperatore Wu
I primi anni della carriera di Huo sotto il governo Han non sono ben documentati, tuttavia si sa che per l'anno 88 a.C., non lontano dalla fine del regno dell'Imperatore Wu, egli era già un ufficiale di alto rango che portava i due titoli di Fengche Duwei (奉車都尉) e di Guanglu Dafu (光祿大夫). Quando l'Imperatore Wu, in procinto di morire, scelse come suo successore il figlio minore Liu Fuling (successivamente conosciuto come l'Imperatore Zhao), commissionò a Huo il ruolo di regente, insieme all'ufficiale di etnia Xiongnu Jin Midi ed al comandante delle guardie imperiali Shangguan Jie (上官桀). Huo divenne a tutti gli effetti a comando del governo, assumendo i titoli di Dasima (大司馬) e Dajiangjun (大將軍). Quando l'Imperatore Wu morì nell'87 a.C., l'Imperatore Zhao aveva solo otto anni e fu lasciato in tutela dei tre co-reggenti, ai quali fu assegnato il titolo di marchese, che però fu rifiutato da tutti.

## Servizio sotto l'Imperatore Zhao
L'Imperatore Zhao, quale figlio minore del precedente imperatore, si attirò le gelosie dei suoi fratelli maggiori, e durante il suo regno si assistette ad un grande numero di cospirazioni. Nell'86 a.C. fu scoperta una cospirazione in cui erano implicati Liu Dan (劉旦), Principe di Yan (燕王), ed il primogenito dell'Imperatore Wu. Solo il principe fu risparmiato, presumibilmente sotto gli ordini dello stesso Huo Guang, ma gli altri cospiratori furono giustiziati.
Nell'85 a.C., a Huo fu assegnato il titolo di Marchese di Bowang (博望侯).
Nello stesso anno morì Jin Midi, il quale forniva un'influenza moderata tra i tre co-reggenti. Come conseguenza, Shangguan Jie divenne sempre più invidioso dei poteri di Huo, nonostante i due fossero in precedenza grandi amici e Huo avesse dato la sua stessa figlia in moglie al figlio di Shangguan, Shangguan An (上官安). Nell'84 a.C., come sotterfugio per aumentare i propri poteri, Shangguan diede in sposa la sua nipotina di cinque anni (nipote anche di Huo) all'imperatore, che allora aveva 11 anni, facendola divenire imperatrice l'anno successivo.
Nell'80 a.C., il conflitto sopito tra Huo e Shangguan venne alla luce. Shangguan organizzò una cospirazione insieme a Liu Dan, alla Principessa Eyi (鄂邑公主) (che, come sorella dell'imperatore, era anche la sua guardia personale), e ad un altro importante ufficiale di nome Sang Hongyang (桑弘羊), facendo girare false accuse di alto tradimento contro Huo. L'imperatore Zhao, tuttavia, si fidava di Huo e non credette alle accuse. I cospiratori, allora, pianificarono un colpo di Stato, ma furono scoperti prima di poterlo mettere in atto. La maggior parte dei cospiratori, allora, fu giustiziata (compreso Shangguang), mentre Liu Dan e la Principessa Eyi furono costretti a suicidarsi in pubblico.

## L'incidente del Principe He e la successione dell'Imperatore Xuan
Nel 74 a.C., l'Imperatore Zhao morì all'età di 21 anni senza discendenza, e di conseguenza senza un figlio che gli succedesse al trono. Sebbene l'imperatore avesse dei fratelli maggiori, Huo li considerava incompetenti ed inadatti al trono. Dopo alcune ricerche, egli decise di porre sul trono Liu He, nipote dell'Imperatore Zhao e Principe di Changyi. Una volta posto al governo, tuttavia, il principe iniziò a spendere incessantemente i soldi dello stato, comportandosi oltretutto in modo inappropriato durante la sepoltura dell'Imperatore Zhao.
Di conseguenza, Huo decise di deporre il nuovo imperatore, un'azione senza precedenti nella storia della Cina. Con un editto dell'Imperatrice Vedova Shangguan (la nipote di Huo), il principe fu deposto dopo soli 28 giorni di regno, ed esiliato senza titoli nobiliari nel suo vecchio principato di Changyi.
Non essendoci eredi imperiali che corrispondessero agli standard di imperatore abile e diligente di Huo, lo statista accolse i suggerimenti dell'ufficiale anziano Bing Ji (丙吉), che gli consigliò di fare imperatore un pronipote dell'Imperatore Wu, Liu Bingyi (nome postumo: Liu Xun 劉詢). 27 giorni dopo la deposizione del Principe He, fu fatto imperatore Liu Bingyi, che precedentemente non aveva nessun titolo nobiliare, con il nome di Imperatore Xuan.

## Servizio sotto l'Imperatore Xuan
Nel 73 a.C., Huo propose di restituire tutte le autorità statali all'Imperatore Xuan, il quale però rifiutò ed anzi dichiarò che tutti gli affari di stato più importanti fossero presentati a Huo, il quale li avrebbe poi proposti all'imperatore. L'imperatore rese anche ufficiali chiave della sua amministrazione il figlio di Huo, Huo Yu (霍禹), ed i suoi pronipoti Huo Yun (霍雲) e Huo Shan (霍山) (nipoti del generale Huo Qubing). I generi di Huo, Fan Mingyou (范明友) e Deng Guanghan (鄧廣漢), furono resi comandanti militari di alto grado. Durante gli anni successivi, Huo e l'imperatore si trovarono effettivamente a dividersi i poteri imperiali.
Nel 71 a.C. la moglie di Huo Guang, Xian (顯), avvelenò la moglie dell'imperatore Xuan, Xu Pingjun, corrompendo il suo medico, per rendere imperatrice sua figlia Huo Chengjun (霍成君). Huo Chengjun fu fatta imperatrice nel 70 a.C..

## Morte e distruzione del clan Huo
Nel 68 a.C., Huo Guang morì di malattia. L'Imperatore Xuan e l'Imperatrice Vedova Shangguan parteciparono personalmente alla veglia funebre di Huo, azione quasi senza precedenti da parte della casa reale, e gli fecero costruire un imponente mausoleo. Dopo la sua morte, i suoi figli, nipoti e pronipoti rimasero agli alti gradi delle cariche governative e furono tutti fatti marchesi. Sua moglie, dopo un periodo di lutto, intrattenne una relazione passionale con il capo degli schiavi di Huo Guang, Feng Zidu, che era precedentemente stato un amante dello stesso Huo Guang. La famiglia Huo visse anni di intrecci amorosi alla pari della casata imperiale.
L'Imperatore Xuan, scontento dell'apparente arroganza degli Huo rimasti in vita, iniziò a spogliarli dei reali poteri governativi, pur mantenendo i loro titoli sulla carta. Nel 67 a.C., l'Imperatore Xuan rese principe ereditario suo figlio Liu Shi (劉奭, successivamente conosciuto come Imperatore Yuan), avuto con la deceduta Imperatrice Xu. Questo atto fece adirare Lady Xian, che istruì sua figlia affinché uccidesse il principe ereditario. Presumibilmente, l'imperatrice Huo tentò molteplici volte l'assassinio, fallendo sempre. Durante questo periodo, arrivarono all'imperatore delle voci secondo le quali gli Huo avessero assassinato l'Imperatrice Xu, egli decise quindi di spogliare il clan di ulteriori poteri statali.
Nel 66 a.C., Lady Xian rivelò effettivamente a suo figlio e ai suoi pronipoti che aveva realmente ucciso l'Imperatrice Xu. Spaventata da ciò che l'imperatore avrebbe potuto farle se ne avesse avuta la prova, la donna formò una cospirazione insieme a suo figlio, ai suoi pronipoti ed ai suoi generi per deporre l'imperatore. La cospirazione, tuttavia, fu scoperta e l'intero clan degli Huo fu giustiziato dall'Imperatore Xuan. Questo atto successivamente attirò all'imperatore le critiche degli storici, quali Sima Guang che nel suo Zizhi Tongjian lo accusò di essere stato ingrato verso Huo Guang. L'imperatrice Huo fu deposta e, dodici anni più tardi, esiliata. In seguito all'esilio, la donna si suicidò.
Nonostante la distruzione del clan Huo, l'Imperatore Xuan continuò personalmente ad onorare Huo Guang. Nel 51 a.C., quando dipinse i ritratti di 11 grandi statisti della sua amministrazione per la sala magna del suo palazzo, Huo tra gli 11 fu l'unico ad essere designato solamente con il titolo ed il cognome, un onore da considerarsi ancora più grande di quello concesso agli altri 10 statisti.

## Impatto sulla storia cinese
Huo Guang ricevette un trattamento paradossale dai posteri. Da una parte, fu altamente ammirato per la sua amministrazione abile dell'impero e per il suo altruismo che l'aveva portato a mettersi in grande pericolo per deporre un imperatore inadatto. D'altra parte, tuttavia, fu anche criticato per il suo stile di governo dittatoriale e per il presunto nepotismo, tratti che alcuni storici hanno ricondotto alla distruzione della famiglia Huo.
Diversi cospiratori più tardi nella storia cinese avrebbero dichiarato di agire nell'interesse dell'impero, proprio come aveva fatto Huo, anche se per pochi di loro questa era la verità. Viceversa, quando un imperatore voleva accusare e giustiziare un ufficiale per alto tradimento, usava spesso un eufemismo che recitava "voler agire come Huo Guang". Effettivamente, Huo fissò uno standard di forza e decisione che fu raramente eguagliato nella storia cinese, ed ancora più raramente utilizzato per il bene dello stato.